# Лобода червона
Лобода́ черво́на (Chenopodium rubrum) — однорічна рослина родини амарантових, також відома під народними назвами бирячки, польова́ малина. Поширений бур'ян, який використовують у народній медицині та як харчову рослину.

## Опис

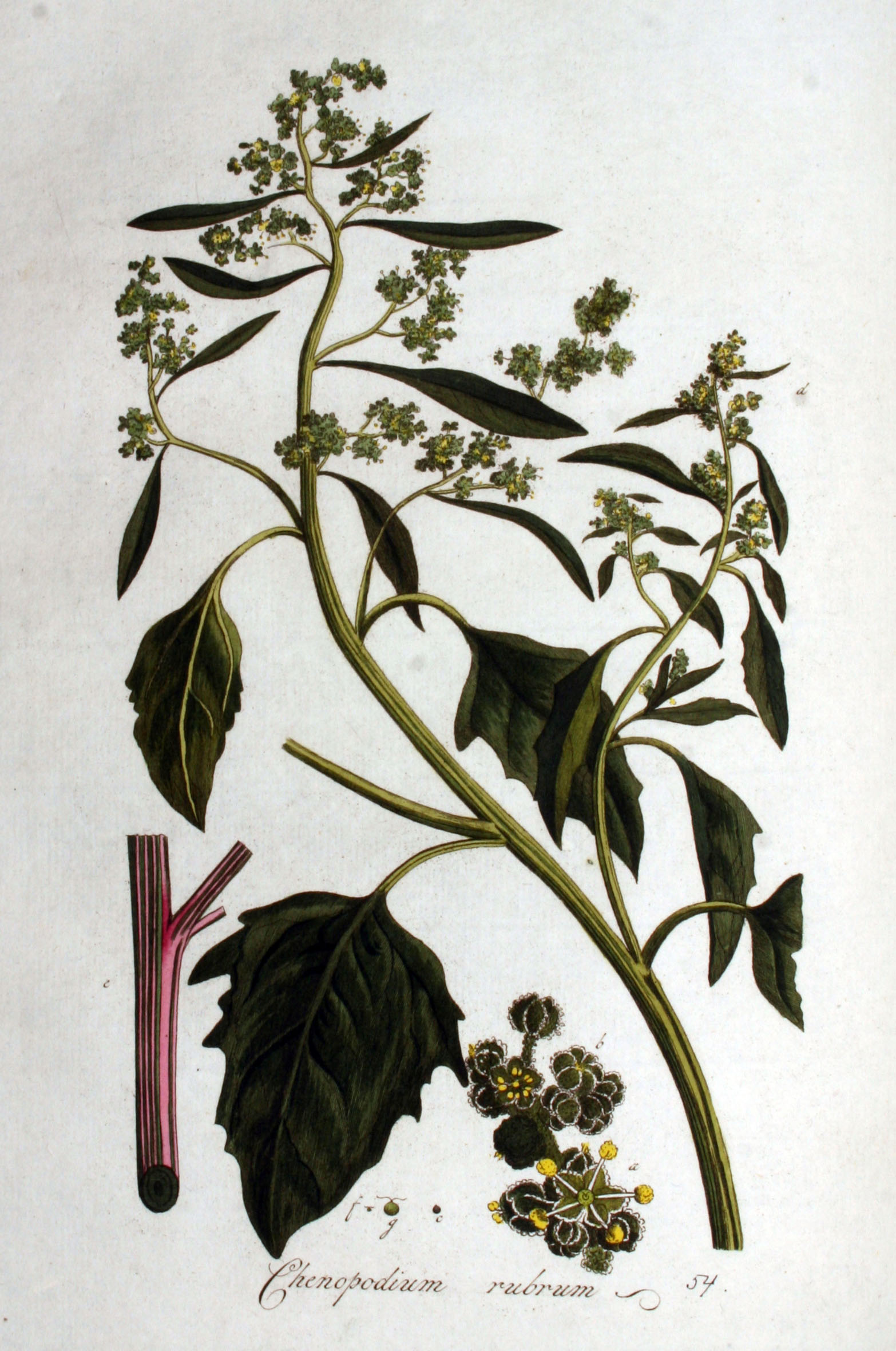
Ілюстрація лободи червоної у книзі Яна Копса «Flora Batava», Volume 1 (1800)

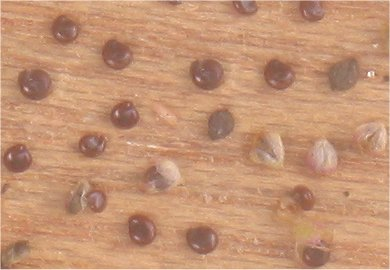
Насіння лободи червоної

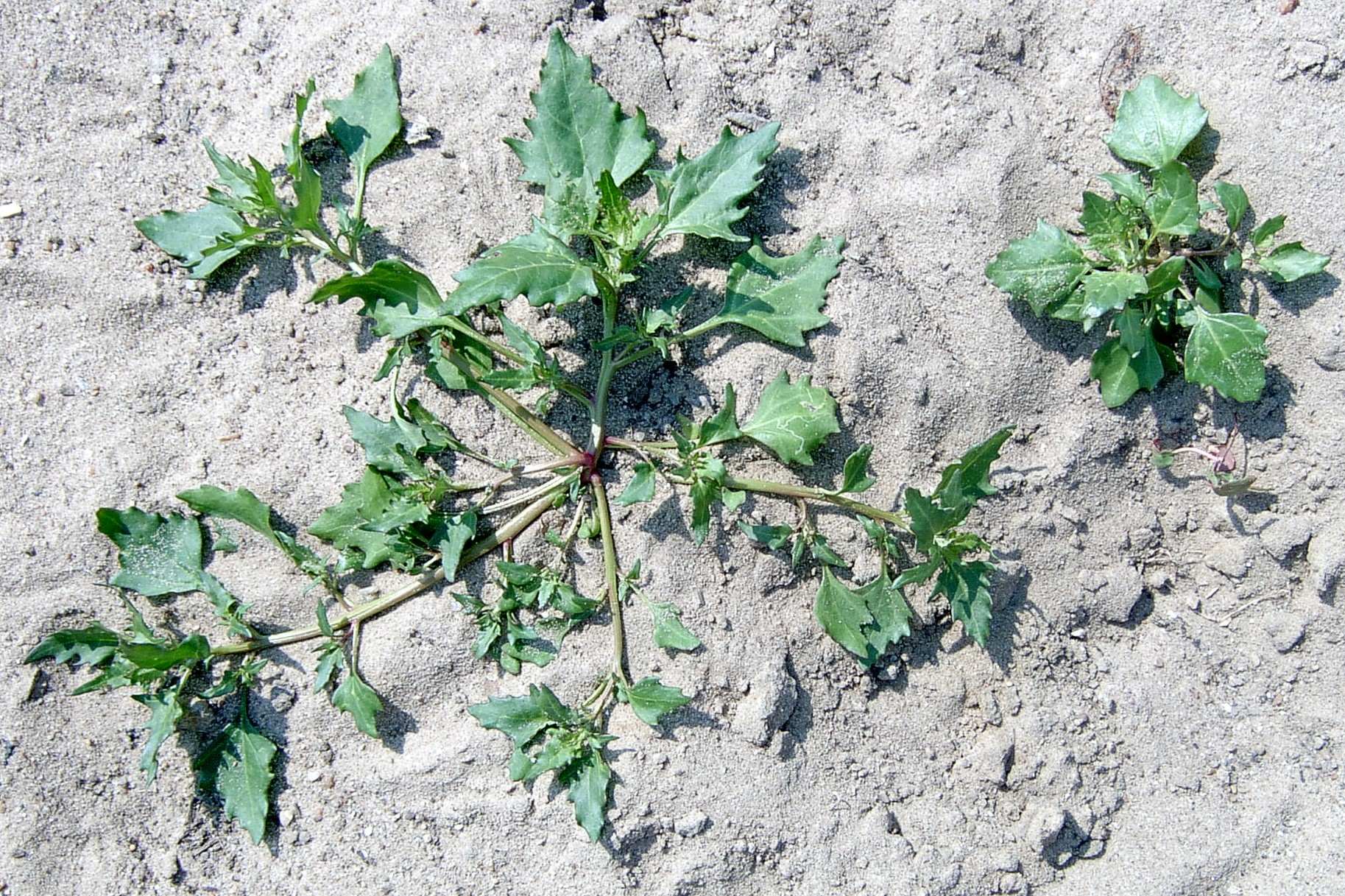
Лобода червона на березі річки Одра, Польща

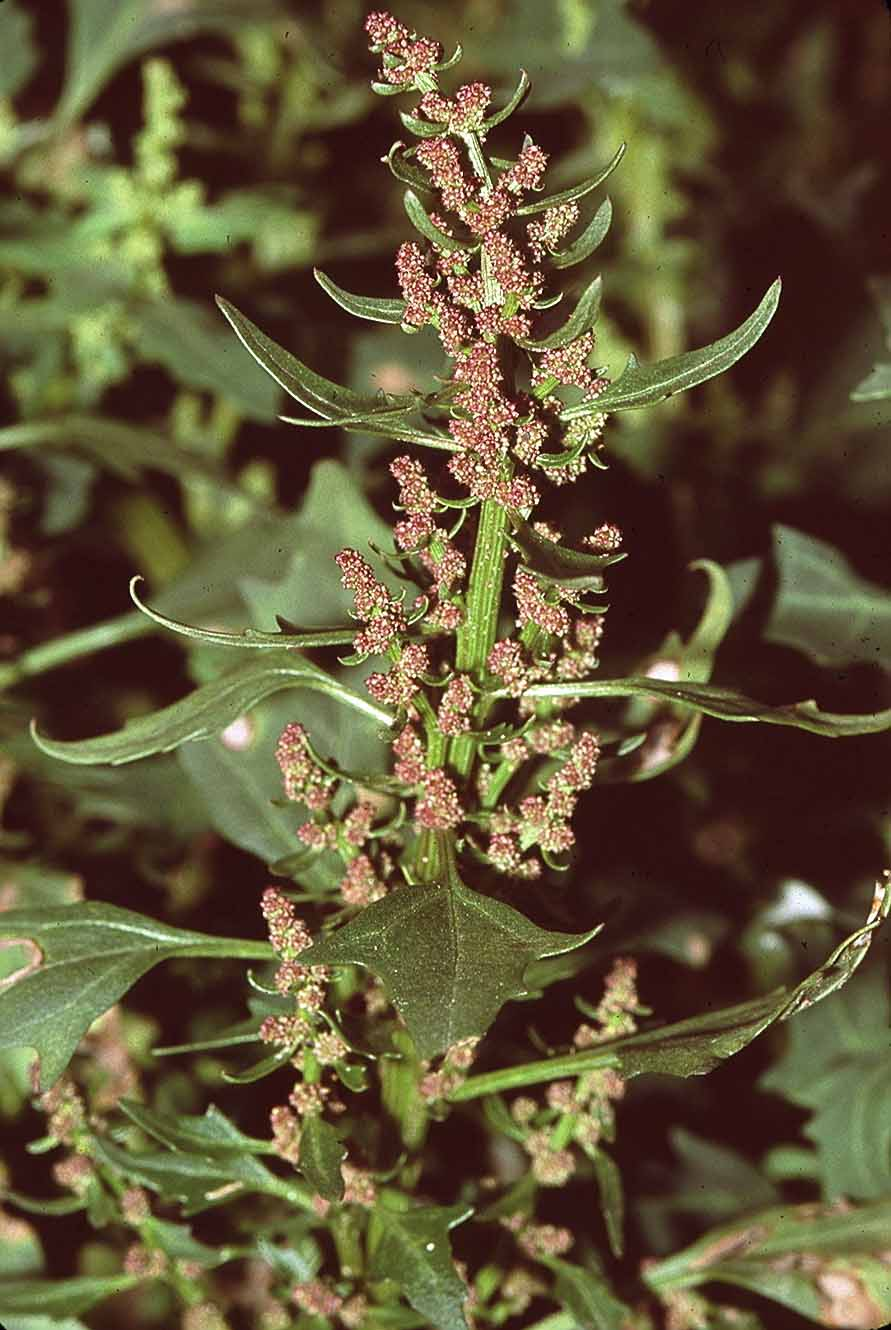
Chenopodium rubrum

Однорічна рослина заввишки до 1 м, з прямими голими червонуватими стеблами, вкритими червоними або білими смужками, і розпростертими висхідними нижніми гілками. Листки великі, м'ясисті, різноманітні за формою, від довгасто-яйцеподібних до яйцеподібно-трикутних, в основі клиноподібні, по краю нерівномірно виїмчасто-зубчасті; верхні листки лінійно-ланцетні, зазвичай цілокраї, на досить довгих черешках.
Квітки обох статей, в клубочках, зібраних в більш-менш густі колосоподібні суцвіття. Верхівкові квітки з 4-5-роздільною оцвітиною, інші квіти з 2-3-роздільною оцвітиною. Долі оцвітини трав'янисті, зазвичай червонуваті. Пиляки 0,3 мм завдовжки. Плоди — горішки з плівчастим перикарпом, горизонтальні (у верхівкових квітках) або вертикальні (в інших квітках). Насіння дрібне (не більше 1 мм в діаметрі), округле, блискуче, червонувато-буре, з тупим краєм. Одна рослина дає до 3000 насінин. Вага 1000 насінин — 0,09 г. Цвіте з липня по вересень. Насіння дозріває з серпня по жовтень.
Число хромосом: 2n = 36.

## Поширення
Поширений по всій Голарктиці, крім арктичних районів.
Ареал:
- Азія
  - Західна Азія: Кіпр; Ізраїль; Ліван; Сирія
  - Кавказ: Азербайджан; Росія — Передкавказзя
  - Сибір: Росія — Східний Сибір, Західний Сибір
  - Середня Азія: Казахстан; Киргизстан; Таджикистан; Туркменистан; Узбекистан
  - Монголія: Монголія
  - Китай: Китай — Ганьсу, Хейлунцзян, Внутрішня Монголія, Нінся, Синьцзян
- Європа
  - Північна Європа: Данія; Фінляндія; Ірландія; Швеція; Велика Британія
  - Середня Європа: Австрія; Бельгія; Чехія; Німеччина; Угорщина; Нідерланди; Польща; Словаччина; Швейцарія
  - Східна Європа: Білорусь; Естонія; Латвія; Литва; європейська частина Росії; Україна (вкл. Крим)
  - Південно-Східна Європа: Болгарія; Хорватія; Греція; Італія; Північна Македонія; Румунія; Сербія; Словенія
  - Південно-Західна Європа: Франція (вкл. Корсика); Іспанія
- Північна Америка
  - Субарктична Америка: Канада — Північно-західні території, Юкон; США — Аляска
  - Східна Канада: Нью-Брансвік, Ньюфаундленд, Нова Шотландія, Онтаріо, Острів Принца Едуарда, Квебек
  - Західна Канада: Альберта, Британська Колумбія, Манітоба, Саскачеван
  - Північний Схід США: Коннектикут, Массачусетс, Мічиган, Нью-Гемпшир, Нью-Джерсі, Нью-Йорк, Огайо, Пенсільванія, Род-Айленд
  - Північний Центр США: Іллінойс, Айова, Канзас, Міннесота, Міссурі, Небраска, Північна Дакота, Південна Дакота, Вісконсин
  - Північний Захід США: Колорадо, Айдахо, Монтана, Орегон, Вашингтон, Вайомінг
  - Південний Центр США: Нью-Мексико
  - Південний Захід США: Аризона, Каліфорнія, Невада, Юта.

Рослина натуралізована в інших регіонах.
В Україні цей вид поширений на півдні країни. Зустрічається в угрупованні Chenopodium rubrum — Bidens frondosa поблизу села Спас Кам'янка-Бузького району на невеликій ділянці оголеного берегу стариці (рукава ріки) Західного Бугу з потужними мулистими відкладами.

## Екологія
Росте повсюдно у великій кількості на полях, посівах, солончакових луках, заплавних чагарниках, узбіччях доріг, берегах річок і озер, засмічених місцях, біля житла.
Циркумбореальний прибережно-бур'янистий вид.

## Господарське значення
Важко викорінюваний бур'ян на полях. Засмічує посіви пшениці, ячменю, бавовнику, просапних культур, люцерни.
Захисні заходи: дотримання сівозміни, скошування на необроблюваних землях, лущення стерні, зяблева оранка, передпосівна обробка ґрунту, хімічна прополка.

## Використання
У народній медицині використовують водяний настій для розрідження густого в'язкого мокротиння і набряку голосових зв'язок, при простудних захворюваннях, як протикашльовий засіб. Рослина має легку проносну дію, її застосовували при частих запорах. Зовнішньо свіже листя використовували для полегшення ревматичних і подагричних болів, розм'якшення твердих гемороїдальних шишок, як протизапальний і ранозагоювальний засоби.
З молодих рослин можна готувати салати і зелені щі. Рослина багата на білок. Раніше з його насіння робили замінник хліба.

## Систематика
Деякі сучасні систематики відносять цей вид до роду Chenopodium і вказують прийнятою назвою Chenopodium rubrum L., в той же час, інші відносять його до роду Oxybasis і вказують прийнятою назвою Oxybasis rubra (L.) S.Fuentes et al., а Chenopodium rubrum вказують як синонім.